# ديان بوريسوف
ديان بوريسوف (1 مارس 1989 ببلغاريا - ) هو لاعب كرة قدم بلغاري في مركز الوسط. لعب مع بوتيف فراتسا وFC Oborishte Panagyurishte ‏ وFC Sportist Svoge ‏.

## وصلات خارجية
- ديان بوريسوف على موقع قاعدة بيانات كرة القدم.إي يو (الإنجليزية)